# Айос-Ніколаос (район Афін)
Айос-Ніколаос (грец. Άγιος Νικόλαος (Αθήνα)) — район Афін, розташований між районами Като Патісія та Айос-Пантелеймонас, перетинає проспект Ахарнон (Λεωφόρο Αχαρνών).
Район отримав свою назву від однойменної церкви по проспекту Ахарнон. Таку ж назву носить станція «Айос-Ніколаос» Афінського метрополітену та станція електричного потягу ІСАП.